# Schermbos

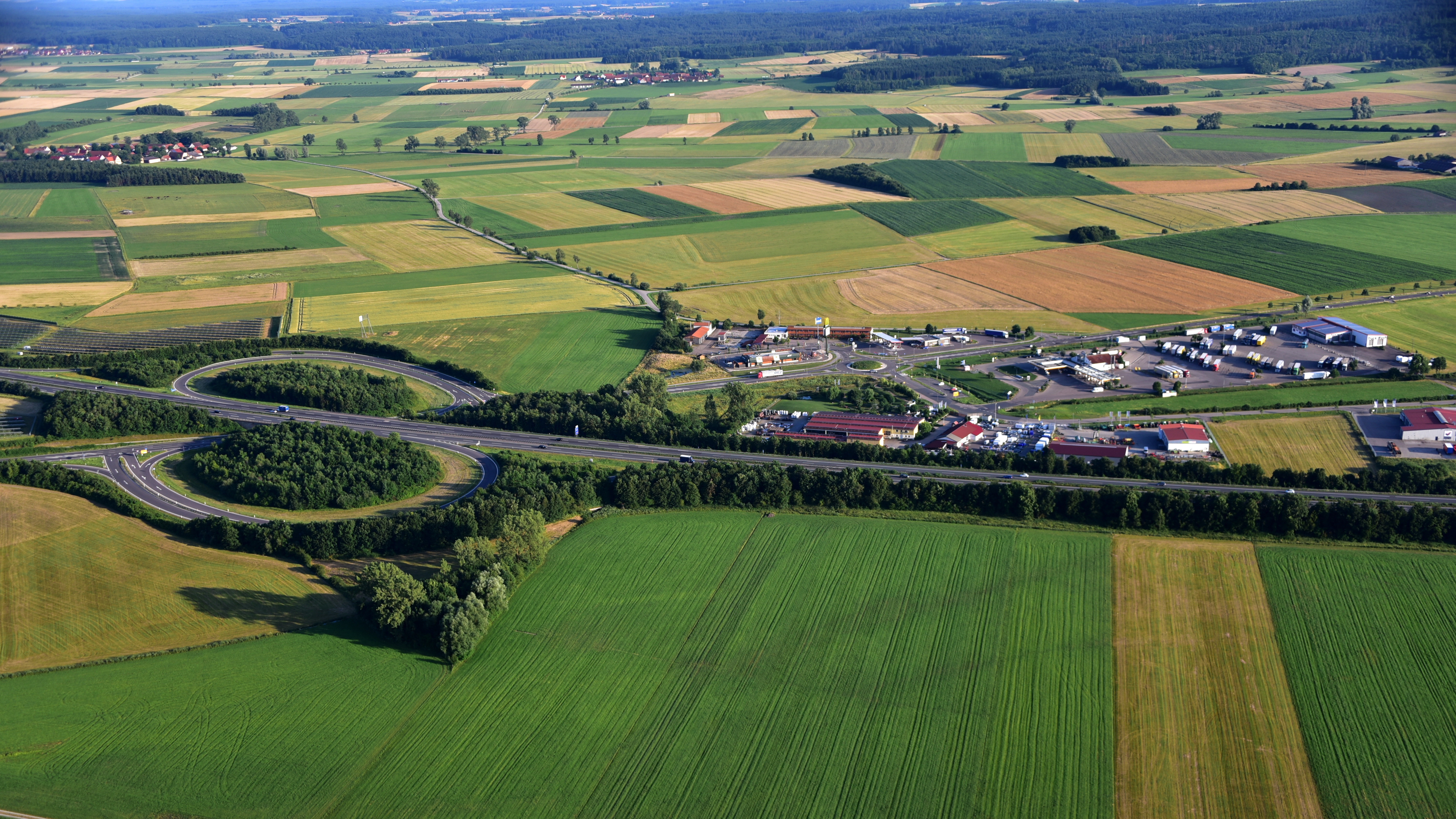
Luchtfoto van schermbosschages bij de Bundesautobahn 6 in Duitsland.

Een schermbos of schutbos is een bos met als primaire functie het afschermen van een bepaald gebied tegen ongewenste invloeden. Het kan om verscheidene ongewenste invloeden gaan, zoals geluidshinder, fijnstof, stuivend zand, wind of wateroverlast. De vegetatiestructuur van een schermbos is vaak relatief dicht; dit komt de isolerende werking veelal ten goede.

## Fotogalerij

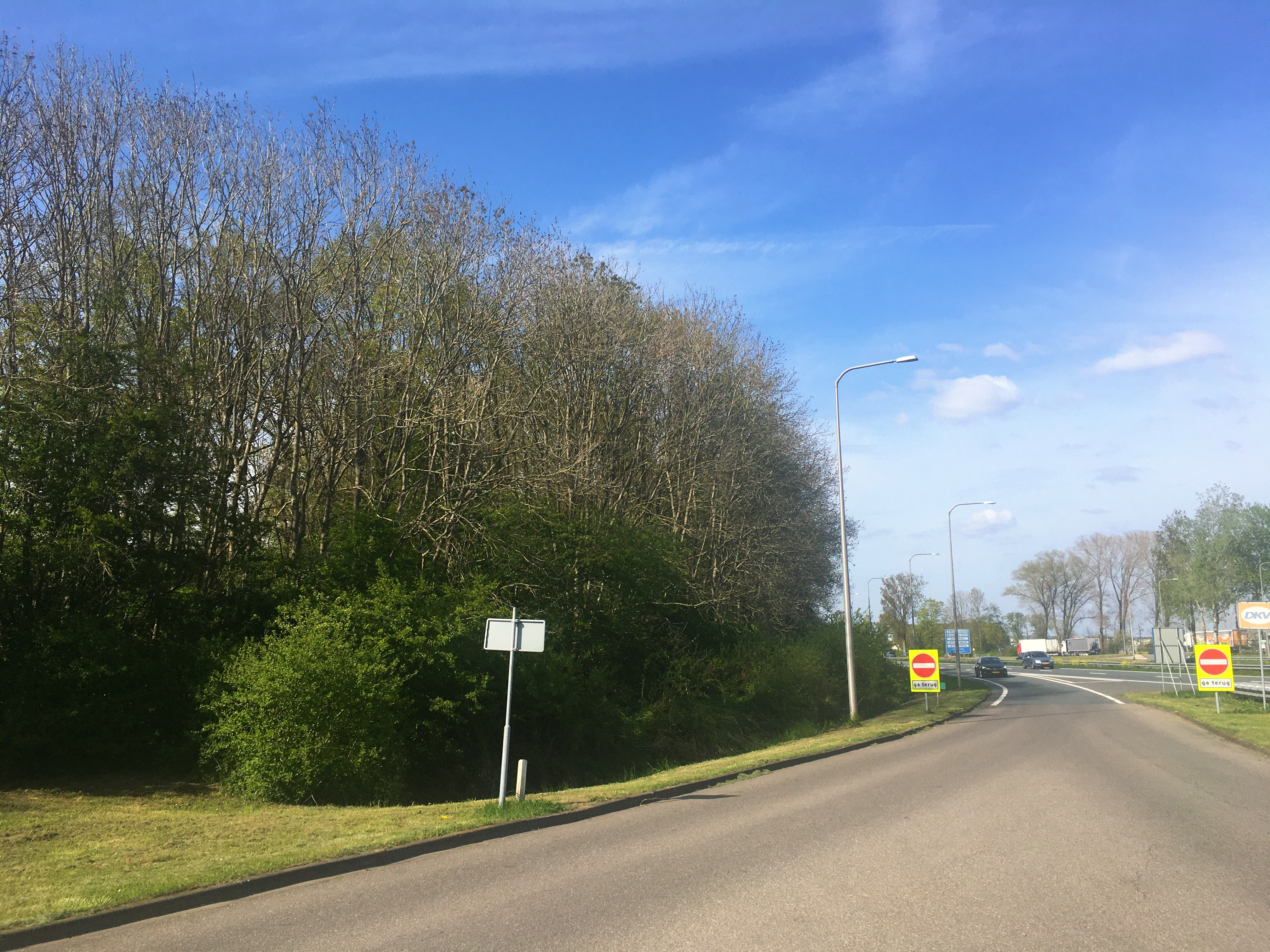
Schermbos met een duidelijke mantel, langs de A325 bij Elst
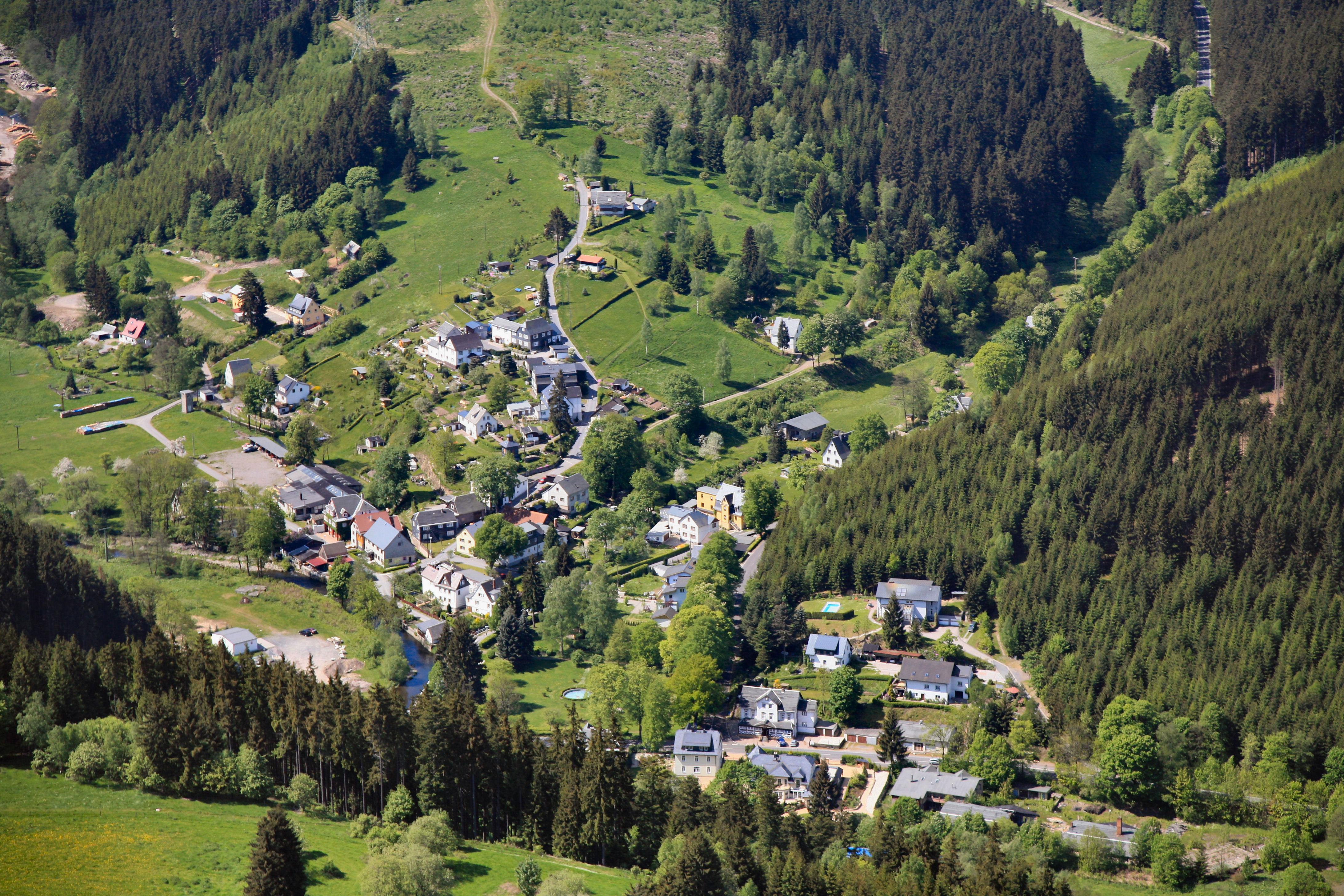
Hellingbossen als schermbos in Thüringen (Duitsland)